# معركة الزاوية الأولى
معركة الزاوية هي معركة دامية في مدينة الزاوية على بعد 40 كيلومترا، غرب طرابلس العاصمة، بين كتيبة تتبع الخويلدي الحميدي، وهو صهر العقيد معمر القذافي، وقوات الجيش الليبية التي انضمت للثوار الليبيين. وأطلقت الكتيبة الموالية للقذافي النار على أهالي الزاوية، وعقب قتال استمر منذ الصباح وحتى المساء، نجحت قوات الجيش الموالية للثوار في طرد كتيبة الخويلدي من المدينة، ولحق بها أعداد من المواطنين متجهين إلى طرابلس العاصمة التي يتحصن بها العقيد القذافي.
وأكدت المصادر أن قتالا عنيفا يدور في منطقة جنزور على تخوم طرابلس، مضيفة أن هناك مناوشات تجري حتى لحظة كتابة هذا التقرير بين عناصر موالية للقذافي، معززة بعناصر من المرتزقة الأفارقة، وبين سكان العاصمة.
وفي سياق ذلك، قال وزير الخارجية الإيطالي، فرانكو فراتيني، أمس، إن محاولات القذافي المستميتة لسحق الانتفاضة ضد حكمه أسفرت عن مقتل ما يصل إلى ألف شخص، وقسمت ليبيا. وأعلن فراتيني أن إقليم برقة، أي المناطق الشرقية من ليبيا التي تضم، خصوصا، بنغازي والبيضاء ودرنة، لم يعد خاضعا لسيطرة حكومة القذافي.
واعتبر طبيب فرنسي عاد من بنغازي (شرق ليبيا)، أن المواجهات في هذه المدينة أسفرت عن «أكثر من ألفي قتيل»، بينما أعلنت إحدى زميلاته لوكالة الصحافة الفرنسية، استقبال عشرات الجرحى في مستشفاهما.
وأكد جيرار بوفيه، الطبيب الذي عمل طوال عام ونصف العام في مركز بنغازي الطبي، في شهادة نشرها موقع مجلة «لوبوان» الأسبوعية على شبكة الإنترنت، أن «بنغازي تعرضت للهجوم. ونقلت سيارات الإسعاف لدينا في اليوم الأول 75 قتيلا، وفي اليوم الثاني 200، ثم أكثر من 500».
وأضاف هذا الطبيب: «في الإجمال، أعتقد أن أكثر من ألفي شخص قتلوا» في بنغازي، ثاني مدن البلاد، ومركز الحركة الاحتجاجية ضد القذافي التي بدأت في 15 فبراير (شباط) الحالي.
وقالت إحدى زميلاته، مديرة العناية الطبية في المستشفى نفسه، باتريسيا فينيتا، إنها شهدت وصول عشرات الجرحى وبعض القتلى المصابين بالرصاص بين. ولم يكن في وسعها تأكيد الحصيلة التي طرحها الدكتور بوفيه.
وهيمنت الاحتفالات، على مدينة بنغازي، مهد الانتفاضة الشعبية في شرق ليبيا، حيث خرج الآلاف إلى الشوارع وأطلقوا الألعاب النارية ووزعوا الأطعمة.
وفي طرابلس تجمع العشرات من أنصار القذافي في الساحة الخضراء بطرابلس، صباح أمس، بحسب مراسل وكالة الصحافة الفرنسية، وسارت بعض السيارات مطلقة العنان لأبواقها تحت المطر الغزير.
ورفعت لافتة ضخمة تقول «سلطة الشعب أو الموت»، في إشارة إلى الجماهيرية ونظام اللجان الشعبية الذي أنشأه القذافي عام 1977.
وكانت هناك قوة صغيرة من الأمن وسيارتان أو 3 للشرطة وعدد من المدنيين المزودين ببنادق كلاشنيكوف.
وفي سائر أنحاء المدينة أغلقت أغلبية المتاجر أبوابها وتشكلت صفوف انتظار طويلة أمام المخابز ومحطات الوقود.
وغابت الشرطة والجيش من حي قرقارش، الذي يشمل السفارات في العاصمة، بعد أن انتشرت فيه أول من أمس.
وتحدث إيطاليون عائدون من ليبيا عن حالة من الرعب في شوارع مدينة طرابلس الليبية بالإضافة إلى فوضى عارمة في مطار المدينة. ونقلت صحيفة «لا ريبوبليكا» الإيطالية عن رجل إيطالي كان ضمن 175 إيطاليا وصلوا إلى روما، أول من أمس، قوله: «حاولوا قتلنا عندما كنا في الطريق من صبراتة إلى طرابلس. كانت مسألة مرعبة».
من جهتها، ذكرت صحيفة «كوريرا ديلاسيرا» إن مطار طرابلس صار أشبه بمعسكر اللاجئين، إذ لا توجد كميات كافية من الماء أو الطعام، في حين ينتظر آلاف الأشخاص أن تتاح لهم فرصة الخروج من البلاد. إلى ذلك، نسبت صحيفة «قورينا» الليبية إلى مصدر عسكري القول بأن طائرة تابعة للقوات الجوية الليبية تحطمت بالقرب من مدينة بنغازي بعدما خرج منها طياراها بالمظلات بعدما تلقيا أوامر بقصف المدينة، حسب ما ذكرت «رويترز».
ونسبت الصحيفة ذاتها، في نسختها على الإنترنت، إلى المصدر، وهو عقيد في قاعدة جوية قريبة من بنغازي، القول بأن قائد الطائرة، عطية عبد السلام العبدلي، ومساعده، علي عمر القذافي، قفزا بالمظلات من طائرة روسية الصنع من طراز «سوخوي 22».
وقالت الصحيفة إن الطائرة التي أقلعت من طرابلس سقطت بالقرب من مدينة أجدابيا التي تبعد 160 كيلومترا جنوب غربي بنغازي.
وصحيفة «قورينا» التي مقرها بنغازي وتملكها مجموعة إعلامية مرتبطة بنجل القذافي سيف الإسلام، منذ انتهاء سيطرة طرابلس على بنغازي بدأت تذيع تقارير لا تخضع للرقابة بشأن الأحداث في المدينة وفي مناطق أخرى.
وبموازاة ذلك، أسرعت الحكومات على مستوى العالم، أمس، لإرسال طائرات وسفن لإجلاء رعاياها من ليبيا. وتزايدت المخاوف على سلامة الأجانب بعد أن بثت شبكة «سي إن إن» التركية تقريرا على موقعها على الإنترنت عن أن عاملا تركيا قتل بالرصاص في موقع بناء قرب طرابلس.
وتجري تركيا التي يوجد في ليبيا 25 ألف من مواطنيها أكبر عملية إجلاء في تاريخها. وقال وزير الخارجية، أحمد داود أوغلو، في مؤتمر صحافي، إن 21 دولة أخرى طلبت من أنقرة مساعدتها في إجلاء مواطنيها.
وقال متحدث باسم مفوضية الاتحاد الأوروبي خلال إفادة صحافية إن الاتحاد يجلي نحو 10 آلاف مواطن من ليبيا. وتعتزم هولندا واليونان وبلغاريا وإسبانيا وإيطاليا وروسيا والسعودية كذلك إرسال طائرات عسكرية ومدنية لنقل مواطنيها. وغادر أكثر من 5700 تونسي وليبي الأراضي الليبية برا للجوء إلى تونس خلال اليومين الماضيين، بحسب ما أفاد الهلال الأحمر التونسي على الحدود بين البلدين، معربا عن مخاوف من مخاطر «كارثية» لتدفق كبير للاجئين على تونس.